# シラーゴ (潜水艦)
|          |                                                  |
| 艦歴     |                                                  |
| 発注:    |                                                  |
| 起工:    | 1945年1月4日                                     |
| 進水:    | 1945年5月13日                                    |
| 就役:    | 1945年8月13日                                    |
| 退役:    | 1972年6月1日                                     |
| その後:  | スクラップとして売却                             |
| 除籍:    | 1972年6月1日                                     |
| 性能諸元 |                                                  |
| 排水量:  | 1,835トン（水上）、 2,400トン（水中）            |
| 全長:    | 311.8 ft                                         |
| 全幅:    | 27.4 ft                                          |
| 吃水:    | 17 ft                                            |
| 機関:    |                                                  |
| 最大速:  | 20ノット（水上） 9ノット（水中）                 |
| 乗員:    | 士官、兵員84名                                   |
| 兵装:    | 5インチ砲1門、40mm砲1門、 21インチ魚雷発射管10門 |

シラーゴ (USS Sirago, SS-485) は、アメリカ海軍の潜水艦。テンチ級潜水艦の一隻。艦名はアンティル諸島の淡水に生息するハゼ科のシラホ・ゴビーに因む。魚名はSirajoだが、艦名は何らかのミスでSiragoに変わっている。

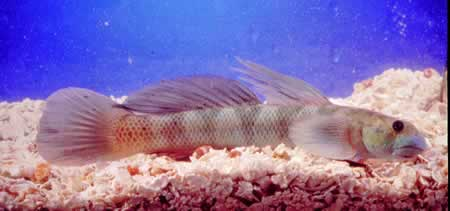
シラホ・ゴビー（Sirajo goby）

## 艦歴
シラーゴは1945年1月4日にメイン州キタリーのポーツマス海軍造船所で起工した。1945年5月13日にL・メンデル・リヴァーズ夫人によって命名、進水し、1945年8月13日に艦長F・J・ハールフィンガー2世少佐の指揮下就役する。
第二次世界大戦の終盤に就役したシラーゴは、1945年秋に東海岸およびカリブ海で整調巡航を行う。その後コネチカット州ニューロンドンで第8潜水戦隊に合流し、1946年1月にマサチューセッツ州プロヴィンスタウンに移動、ここでは2隻のドイツ潜水艦の破壊に参加した。ニューロンドンに帰還すると、潜水艦学校、艦隊駆逐艦部隊の訓練任務、新技術および新型機材の評価実験訓練、デーヴィス海峡からカリブ海での艦隊演習を行う。1948年12月に潜水艦推力増強計画 (GUPPY) に基づく改修作業のためフィラデルフィア海軍造船所に入る。作業完了後1949年7月25日にノーフォークに向けて出航し、近代化された高速攻撃型潜水艦として第6潜水戦隊に加わる。
シラーゴは続く22年に渡って第6潜水戦隊で活動し、その主な任務は対潜水艦戦であった。別の任務は水上艦戦闘、情報収集、研究開発のための実験が含まれていた。1950年代を通じてこれらの任務は大西洋西部で対潜水艦戦グループの僚艦と共に行われた。また、カナダ・アメリカ両軍の合同演習、NATOの演習などに参加し大西洋東部、北海で活動する。1951年9月から11月および1954年9月から12月までの期間は第6艦隊と共に地中海で活動した。
1962年10月にシラーゴはノーフォーク海軍造船所で広範囲オーバーホールを行う。オーバーホールではガラス繊維強化プラスチックの上部構造、セイルが装着された。1963年春に対潜水艦戦グループ「アルファ」任務群との任務を再開した。その年の秋には中東で中央条約機構の演習「MIDLINK VI」に参加する。1960年代の残りから70年代にかけての任務は1950年代の任務と同様のものであった。
1971年7月1日にシラーゴはフロリダ州キーウェストの第12潜水戦隊に配属される。しかし、4ヶ月も経たない内の10月15日に再びノーフォークの第6潜水戦隊に配属された。そのまま同部隊で1972年6月1日に退役するまで保管される。同日除籍され、シラーゴは海軍艦船司令部に移管、1973年5月2日にバージニア州チェサピークのジェイコブソン・メタル社にスクラップとして売却された。